# Kreis Yverdon
| Kreis Yverdon           | Kreis Yverdon       |
| Basisdaten              | Basisdaten          |
| ----------------------- | ------------------- |
| Staat:                  | Schweiz             |
| Kanton:                 | Waadt (VD)          |
| Bezirk:                 | Yverdon             |
| Hauptort:               | Yverdon-les-Bains   |
| Fläche:                 | 19,54 km²           |
| Einwohner:              | 30'941 (31.12.2023) |
| Bevölkerungsdichte:     | 1583 Einw. pro km²  |
| Aufgehoben am:          | 31. Dezember 2006   |
| Karte                   |                     |
| Karte von Kreis Yverdon |                     |

Der Kreis Yverdon (französisch Cercle de Yverdon) war bis zum 31. August 2006 eine Verwaltungseinheit des Bezirks Yverdon im Kanton Waadt in der Schweiz. Sitz des Kreisamtes war Yverdon-les-Bains.
Der Kreis umfasste zwei Gemeinden und war 19,54 km² gross. Die Gemeinden des ehemaligen Kreises zählten Ende 2023 30'941 Einwohner.
| Wappen            | Name der Gemeinde | Einwohner (31. Dezember 2023) | Fläche in km² | Einw. pro km² |
| ----------------- | ----------------- | ----------------------------- | ------------- | ------------- |
| Cheseaux-Noréaz   | Cheseaux-Noréaz   | 739                           | 5,99          | 123           |
| Yverdon-les-Bains | Yverdon-les-Bains | 30'202                        | 13,55         | 2229          |
| Total (2)         | Total (2)         | 30'941                        | 19,54         | 1583          |